# HX Весов
HX Весов (лат. HX Librae), HD 132976 — одиночная переменная звезда в созвездии Весов на расстоянии (вычисленном из значения параллакса) приблизительно 4195 световых лет (около 1286 парсеков) от Солнца. Видимая звёздная величина звезды — от +8,56m до +8,45m.

## Характеристики
HX Весов — красный гигант, пульсирующая медленная неправильная переменная звезда (LB:) спектрального класса M0III.